# Durance
Durance este un râu din sud-estul Franței care se varsă în Ron, fiind al doilea afluent al acestuia ca lungime, după Saône, și al treilea ca debit, după Saône și Isère. Având o lungime de 323,2 km, Durance este cel mai important râu din Provence.
Considerat un râu „capricios”, odinioară temut pentru viiturile sale, a fost supus unui efort continuu de amenajare, în special începând cu secolul al XIX-lea, în scopuri hidraulice (alimentarea cu apă potabilă a Marsiliei și a orașelor din jur), agricole (irigarea a 75.000 ha de culturi, cu prelevări care pot ajunge până la 114 m³/s din debitul râului, adesea în perioadele de secetă) și hidroenergetice (împreună cu Verdon, produce între 6 și 7 miliarde kWh anual).

## Hidronimie

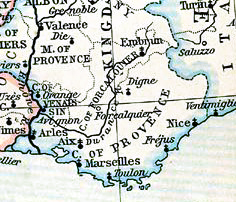
Cursul Durance pe o hartă engleză a Provenței medievale

Numele occitan (vivaro-alpin, provensal) este Durença conform normei clasice sau Durènço conform normei mistraliene.
Durance este atestat în formele vechi Druentia (secolul I), în greacă veche Drouentios potamos, Durantia (854, 1271) sau Durentia (1127). Formele clasice sunt probabil alterări ale lui Dūrantia, bazat pe hidronimul dur- sau dru-, întâlnit și în numele multor râuri din Alpii Occidentali (Doire în Italia, Dranse în Haute-Savoie, Drac, Drôme), ori Durensola, asociat sufixului locativ -antia. Toate aceste râuri își au izvoarele în zona alpină și au un curs torențial.
Partea superioară a Durance este un torent mult mai slab decât afluenții săi Clarée și Guisane, care totuși se estompează în fața sa. Dacă numele Durance a prevalat asupra acestor doi afluenți, probabil se datorează faptului că valea sa reprezenta o importantă și veche cale de comunicație, spre deosebire de văile Clarée și Guisane, care sunt închise.

## Geografie

### Izvor

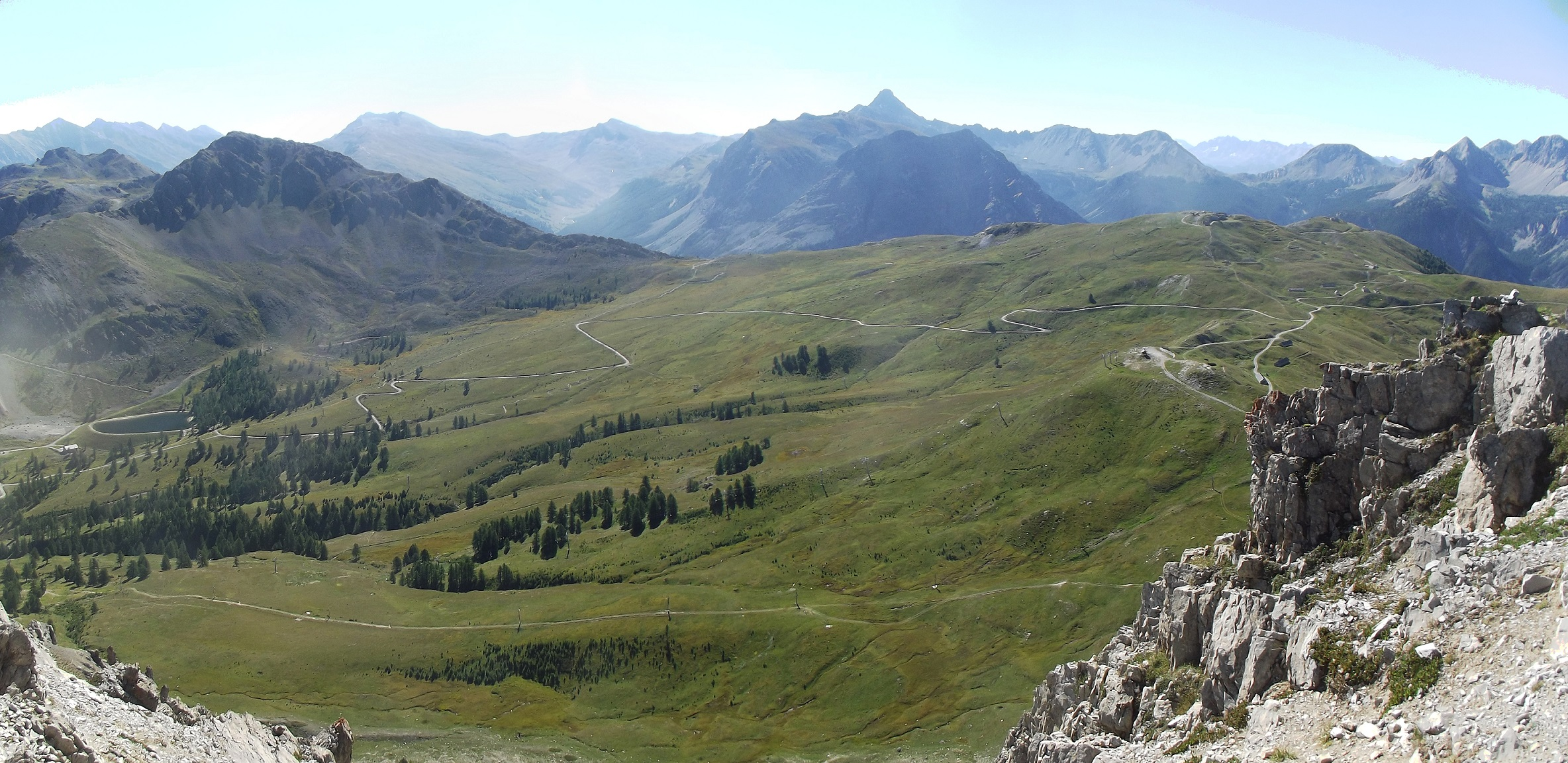
Izvoarele Durance.

Durance își are izvoarele la aproximativ 2 390 de metri altitudine, în poiana Gondran, pe pantele vârfului des Anges. Izvoarele se află la poalele fostului fort Gondran, pe teritoriul comunei Montgenèvre, în departamentul francez Hautes-Alpes, în apropierea frontierei italiene. Râul se varsă în Rhône la câțiva kilometri sud-vest de Avignon, între Vaucluse și Bouches-du-Rhône, unde formează limita dintre cele două departamente.
Afluentul său care constituie sistemul cel mai lung, Clarée, își are izvorul pe pantele muntelui Thabor (3 178 m), în lacul Clarée situat imediat sub șaua Rochilles, la 2 450 m altitudine, tot în Hautes-Alpes. Acesta străbate valea Clarée și, după un parcurs de 28 km, se varsă în Durance (care în acel punct are o lungime de doar 8 km și un debit inferior).

### Geologie
În urmă cu 12 milioane de ani, în timpul Miocenului, Durance își devia cursul spre sud între lanțul Côtes și masivul Alpilles, traversa șeaua Lamanon și se vărsa direct în Marea Mediterană, formând o deltă întinsă, din care Étang de Berre⁠(d) și câmpia Crau reprezintă astăzi vestigii. Acest traseu este, în linii mari, cel urmat în prezent de marele canal EDF, care se desprinde de Durance la Mallemort și se varsă în etang de Berre.
În timpul glaciațiunii Riss, Durance își avea izvoarele în apropiere de Sisteron, unde se termina calota glaciară ce acoperea Alpii. Tot atunci, râul își modifică și cursul inferior.
La apogeul glaciațiunii Würm (acum circa 18 000 de ani), eroziunea, favorizată de mișcări tectonice ce ridicau formațiunile stâncoase, a deschis pertuis d’Orgon, care a captat atunci Durance. Râul nu se mai vărsa în câmpia Crau, ci în Rhône, la sud de Avignon. Această „capturare” a Durance a fost favorizată și de depunerile proprii de aluviuni, care blocau scurgerea la intrarea în șeaua Lamanon.
Diferitele episoade glaciare au dus la formarea de terase: ghețarul care cobora până la Sisteron în timpul glaciațiunii Riss a format o terasă ce domină cursul Durance cu circa 60 m. În timpul glaciațiunii Würm, s-au format două terase, la aproximativ 15 și 10 m deasupra albiei actuale. Local, se mai găsesc una sau două terase postglaciare (Holocen, deci formate acum mai puțin de 10 000 de ani).
În acea perioadă, Durance se vărsa în Rhône, nu în aval, ci în amonte de Avignon. Cursul său pornea din Cheval-Blanc și se îndrepta spre Vedène, traversând albia râului Sorgue și ajungând în fluviu la nord de stânca des Doms. Acest fapt a fost evidențiat prin foraje la Saint-Saturnin-lès-Avignon, Jonquerettes și Entraigues-sur-la-Sorgue, care au scos la iveală depuneri aluvionare tipice Durance, pe mai mulți metri grosime, în întreaga câmpie a Sorgue.
Între Sisteron și Volonne, Durance curge printr-o vale alcătuită din roci calcaroase, gresii și marne datând din Cretacic. La confluența cu Bléone, se găsesc întinse pături aluvionare din Cuaternar, dintre care cele mai vechi sunt cimentate de carbonat de calciu.
În valea mijlocie a Durance se suprapun patru straturi sedimentare:
- o pătură aluvionară grosieră și compactă, de circa 40 m grosime, datând din glaciațiunea Riss;
- un strat de limon de aproximativ 20 m grosime, din aceeași perioadă;
- un paleosol, uneori acoperit cu pietrișuri provenite din torenți;
- un strat superficial de coluvii.

### Hidrografie
Debitul mediu la Saint-Paul-lès-Durance este de 176,0 m³/s pentru un bazin hidrografic de 11 700 km² și la altitudinea de 247 m, ceea ce reprezintă 82 % din bazinul total de 14 225 km².
De la izvorul său, situat la poalele Sommet des Anges, la 2 390 m, la sud de Montgenèvre, până la confluența cu Rhône, Durance parcurge 305 km. Totuși, cel mai lung curs este reprezentat de sistemul Clarée–Durance, având o lungime de 323,8 km.
Particularitatea cursului o constituie panta: 81 m/km pe primii 12 km, apoi 15 m/km până la confluența cu Gyronde, și încă aproape 8 m/km până la confluența cu Ubaye. Această pantă rămâne relativ ridicată și în partea inferioară: aproximativ 0,33 % în cursul mijlociu (până la podul de la Mirabeau), apoi încă 0,237 % în cursul inferior.
Prin comparație, la circa 100 km de la izvor, Isère curge la altitudinea de 330 m, în timp ce Durance se află la 700 m. Acest fapt contribuie parțial la caracterul torențial al râului, inclusiv în cursul său inferior. Diferența de nivel a Durance de la izvor până la Mirabeau este de 1 847 m, iar până la confluența cu Rhône, de aproximativ 2 090 m.

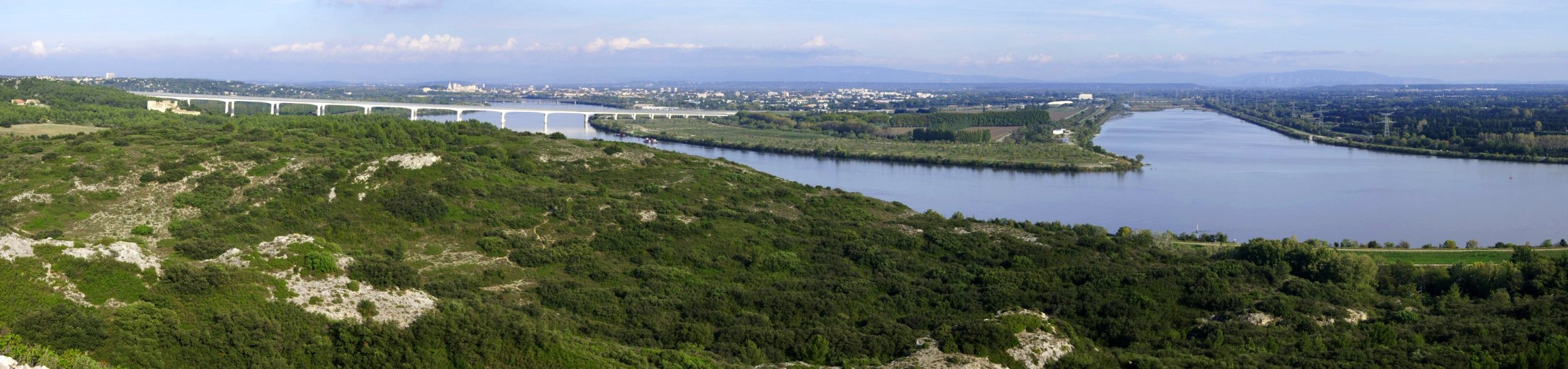
Cnfluența cu Rhône

#### Departamente și principale orașe traversate

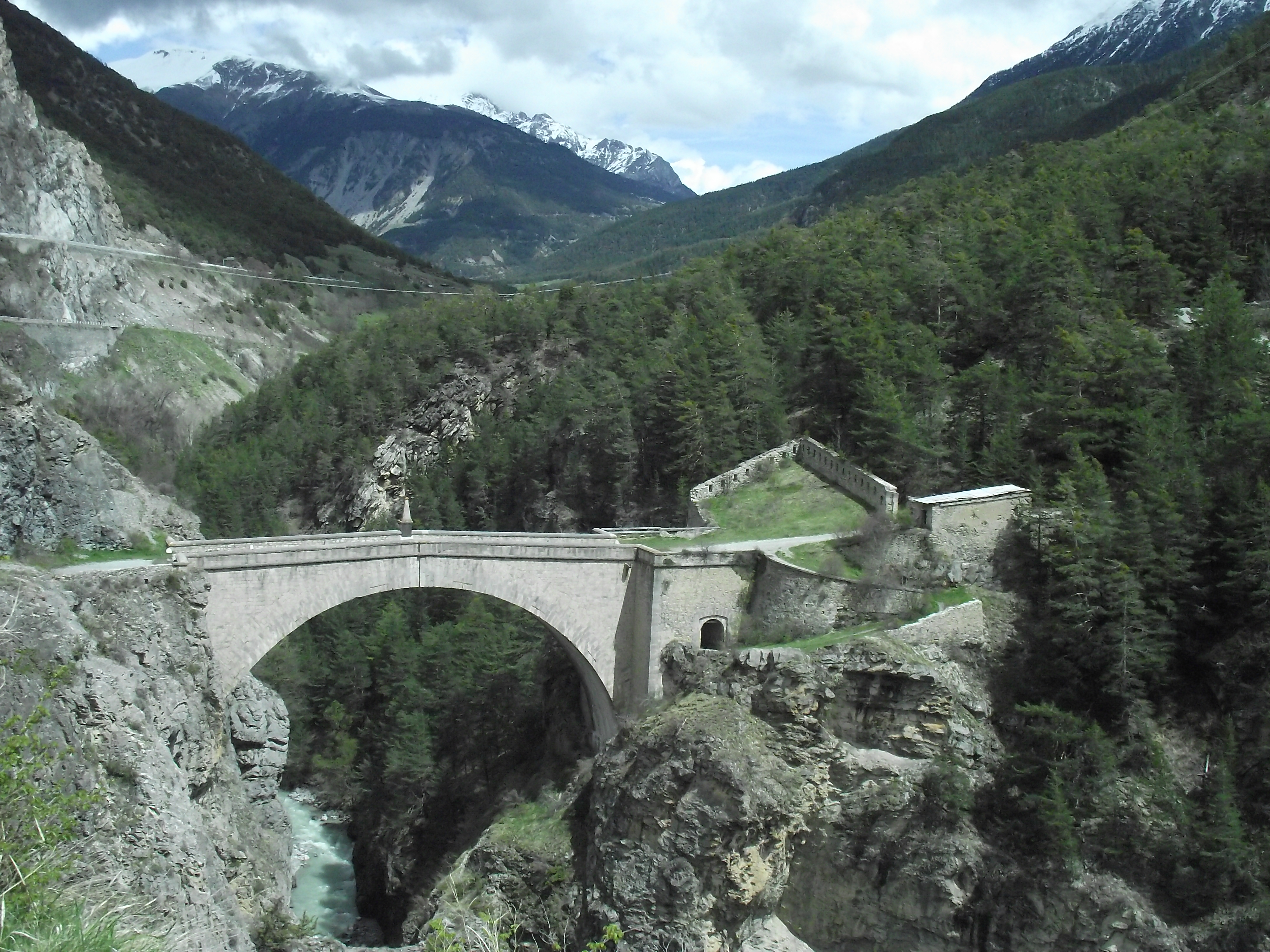
La câțiva kilometri de la izvor, Durance trece pe sub podul Asfeld la Briançon; priveliște spre valea Clarée, la nord de departamentul Hautes-Alpes.

Durance traversează doar două departamente: Hautes-Alpes și Alpes-de-Haute-Provence. Ea servește drept limită administrativă între Vaucluse și Bouches-du-Rhône, și face o scurtă incursiune în Var:
- de la izvor până la lacul Serre-Ponçon (aproximativ 75 km), Durance curge prin departamentul Hautes-Alpes;
- de la confluența cu Ubaye[20] până la confluența cu Sasse[22], în amonte de Sisteron (aproximativ 50 km), formează limita dintre Hautes-Alpes și Alpes-de-Haute-Provence;
- de la confluența cu Sasse până la un kilometru înainte de confluența cu Verdon (aproximativ 65 km), traversează departamentul Alpes-de-Haute-Provence;
- pe acest ultim kilometru separă departamentul Vaucluse de cel al Var;
- de la confluența cu Verdon până la confluența cu Rhône (aproximativ 105 km), servește drept limită între departamentele Vaucluse și Bouches-du-Rhône.

Astfel, Durance constituie pe jumătate din cursul său o limită între departamente, ilustrând caracterul său de râu greu de traversat.
Bazinul său hidrografic include:
- întregul teritoriu al departamentelor Hautes-Alpes și Alpes-de-Haute-Provence, cu excepția cantonului La Grave, a regiunii Champsaur⁠(d), a cantonului Rosans, a comunei Soleilhas și a cantoanelor Annot și Entrevaux;
- aproximativ jumătate din departamentul Vaucluse (în special arondismentul Apt);
- câteva comune din departamentele Drôme (Lus-la-Croix-Haute), Var (întregul canton Comps-sur-Artuby și cea mai mare parte a cantonului Rians) și Alpes-Maritimes (Valderoure și Séranon), „enclave” explicabile prin împărțiri administrative fără legătură cu limitele topografice;
- comunele din Bouches-du-Rhône situate pe malurile Durance.

Acest ultim aspect este de subliniat: niciun curs de apă important nu drenează nordul departamentului Bouches-du-Rhône. De la Jouques la La Roque-d'Anthéron, precum și în jurul localității Orgon, râul este mărginit de coline; în alte zone, se află câmpii aluviale, odinioară mlaștinoase, unde circulația apelor este asigurată în principal prin canale.
Durance traversează (sau mărginește) 106 comune din cinci departamente. Orașele aflate pe malurile sale sunt așezate astfel încât să se protejeze de inundații: pe cursul superior, mai adânc încastrat, ele sunt construite pe promontorii stâncoase ce domină râul (Briançon, Embrun, Sisteron); pe cursul inferior, mai larg, ele se află retras la poalele colinelor (Manosque, Pertuis, Cavaillon, Châteaurenard). Doar Avignon este situat în câmpie și trebuie și astăzi să se protejeze împotriva viiturilor mari ale Durance.

#### De la izvor la Serre-Ponçon: Haute-Durance
Până la lacul Serre-Ponçon, Durance drenează o vale mai mult sau mai puțin largă, înconjurată de munții înalți ai masivului cristalin Pelvoux. Este un râu alpin cu regim nival, având ape mari în iunie și un debit susținut chiar și vara.
Torentul Montgenèvre se varsă în Clarée, traversează Briançon, apoi primește Guisane. Secțiunea situată între Le Fournel și Briançon este cunoscută sub numele de „Malafosse”. Râul se îndreaptă apoi spre sud și primește apele Gyronde (torent glaciar provenit din masivul Écrins) la L'Argentière-la-Bessée.
Cursul său se înclină spre sud-sud-est până la confluența cu Guil, sub Guillestre și Mont-Dauphin, după care își schimbă direcția spre sud-sud-vest și se varsă în lacul Serre-Ponçon, puțin în aval de Embrun. Confluența cu Ubaye a fost acoperită odată cu umplerea lacului.

#### De la Serre-Ponçon la Clue de Mirabeau: Moyenne-Durance
La ieșirea din lacul Serre-Ponçon, Durance traversează un peisaj care se schimbă radical: munții se domolesc și sunt înlocuiți de platouri din ce în ce mai întinse. Albia râului devine din nou adâncită, săpând în terasele învecinate un șanț de câțiva metri până la câteva zeci de metri adâncime. Aici, regimul său devine mediteranean: viituri provocate de ploile de toamnă și ape scăzute vara.
Înainte de Clue de Sisteron, Durance primește apele Buëch, care colectează și apele canalului EDF. Numeroși afluenți minori cu regim pluvial se varsă de asemenea în apropiere de Sisteron (Sasse, Jabron, Vançon).
Ca și mai în amonte, râul rămâne înconjurat de coline sau platouri, însă valea se lărgește într-o câmpie aluvială de mai mulți kilometri lățime (5 km la Manosque), recent amenajată pentru agricultură modernă și străbătută de autostrada A51.
Durance primește Bléone lângă Les Mées și Asse la câțiva kilometri sud de Oraison. Verdon se varsă în Durance lângă Cadarache, însă confluența este greu de observat fără un punct de vedere înalt.
De-a lungul cursului mijlociu au fost construite mai multe baraje, în plus față de cel de la Serre-Ponçon: Espinasses, Sisteron, L’Escale și Cadarache. Acestea sunt în principal prize de apă, menite să devieze cea mai mare parte din debit în canalul EDF care alimentează hidrocentralele. Lacurile de acumulare create nu pot regla debitul râului. O parte din apă este utilizată pentru irigații.

#### Basse-Durance: de la Jouques la Avignon

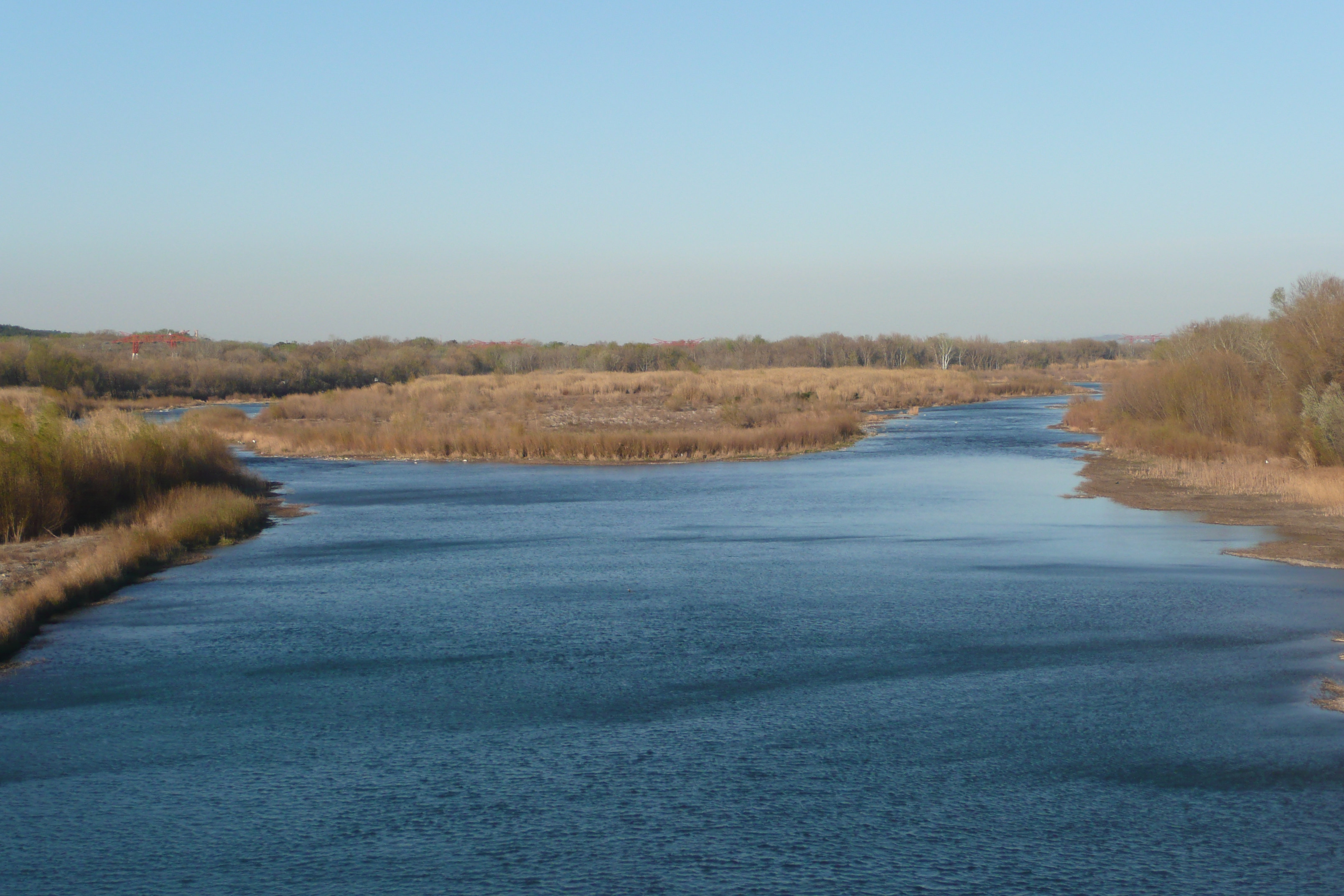
Durance, lângă Avignon

Valea se îngustează pe câțiva kilometri la trecerea prin Clue de Mirabeau (200 m adâncime), care taie un anticlinal de calcare jurasice. Apoi se lărgește din nou într-o câmpie și mai întinsă până la confluența cu Rhône. Orientarea râului se schimbă de la nord-sud la est-vest, asemenea micilor lanțuri muntoase provensale între care curge (Alpilles și Luberon).
În această ultimă parte a cursului, Durance primește un singur afluent important: Calavon, care ocolește masivul Luberon prin nord.

#### Principalii afluenți

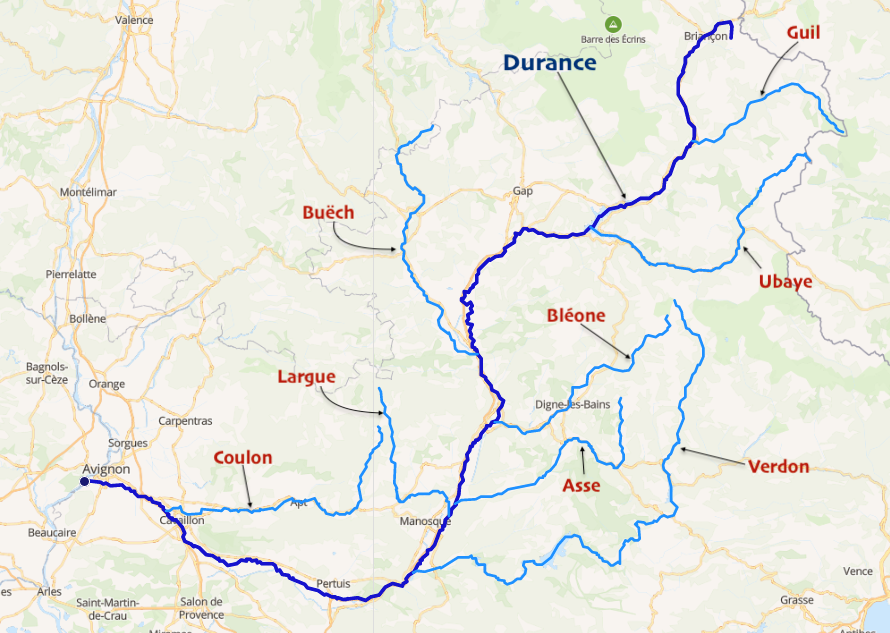
Durance și afluenții săi de peste 50 km.

Principalii afluenți ai Durance sunt Verdon (165,7 km), Calavon (86,9 km), Buëch (85,2 km) și Ubaye (82,7 km).
Cursuri de apă cu o lungime mai mare de 20 km care se varsă în Durance (de la amonte spre aval):
- Clarée (dreapta), 31,8 km ;
- Guisane (dreapta), 27,7 km ;
- Cerveyrette (stânga), 22,8 km ;
- Gyronde (dreapta), 22,7 km ;
- Guil (stânga), 51,5 km ;
- torentul des Vachères (stânga), 21,9 km ;
- torentul de Boscodon (stânga), 11,9 km ;
- Réallon (dreapta), 19,8 km ;
- Ubaye (stânga), 82,7 km ;
- Blanche (stânga), 30,2 km ;
- Avance (dreapta), 20,6 km ;
- Luye (dreapta), 22,6 km ;
- Sasse (stânga), 39,2 km ;
- Buëch (sau Buech) (dreapta), 85,2 km ;
- Jabron (dreapta), 36,5 km ;
- Riou de Jabron (stânga), 20,9 km ;
- Vançon (sau Vanson) (stânga), 30,2 km ;
- Bléone (stânga), 69,5 km ;
- Lauzon (stânga), 25,2 km ;
- Rancure (stânga), 23,9 km ;
- Asse (stânga), 76,3 km ;
- Largue (dreapta), 55,7 km ;
- Verdon (stânga), 165,7 km ;
- Èze (dreapta), 24,3 km ;
- Aigue Brun (sau Aiguebrun) (dreapta), 22,8 km ;
- Coulon (sau Calavon) (dreapta), 86,9 km ;
- Anguillon (stânga), 19,5 km.

## Hidrologie
Râu considerat „capricios” și odinioară temut atât pentru viiturile sale, cât și pentru perioadele de secetă, Durance este un râu deopotrivă alpin și mediteranean, cu o morfologie aparte. Era numit astfel „al treilea flagel al Provencei”, tradiția provensală afirmând că primele două erau mistralul și Parlamentul din Aix.
Bazinul său hidrografic are o suprafață totală de 14.225 km².

### Debite medii

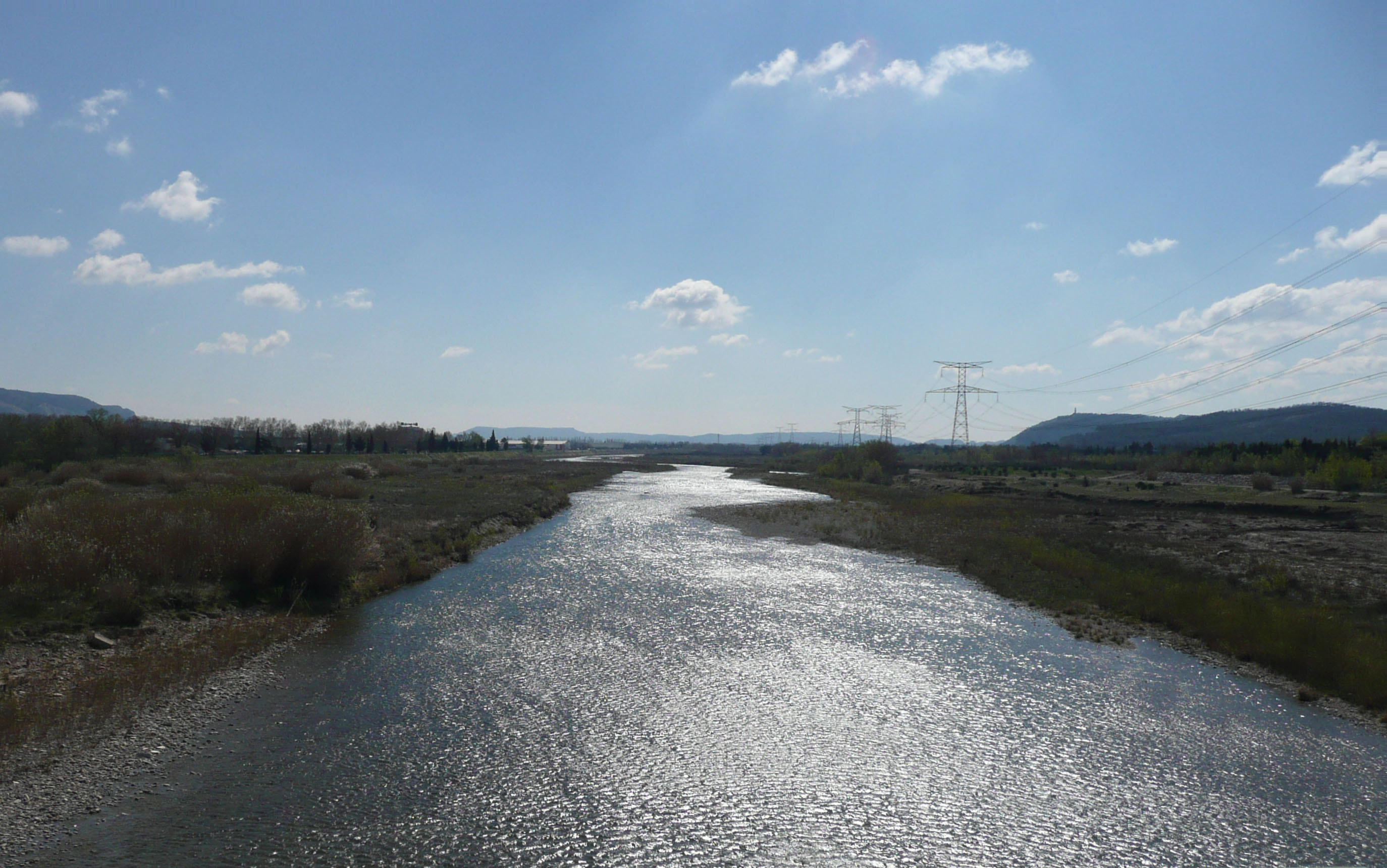
Durance, în apropiere de Cavaillon.

La confluența cu Rhône, debitul natural mediu al Durance este de aproximativ 190 m³/s, cu o variabilitate anuală ridicată. Acesta poate varia de la 40 m³/s (în perioadele de secetă extremă) până la 6.000 m³/s (viituri milenare), viiturile din 1843, 1882 și 1886 atingând valori de circa 5.000 m³/s.
La vărsarea în lacul Serre-Ponçon, debitul mediu este de 81 m³/s; la nivelul localității Oraison el ajunge la 123 m³/s, iar după confluența cu Verdon atinge 174 m³/s (între 250 și 330 m³/s primăvara, 100 m³/s vara). Aportul afluenților mai aval este foarte redus. Maximul anual se produce, de regulă, în lunile mai sau iunie, însă viiturile cele mai violente au loc toamna. Perioadele de secetă se înregistrează iarna în valea superioară și vara în partea mediană și inferioară a cursului.

### Regim mixt

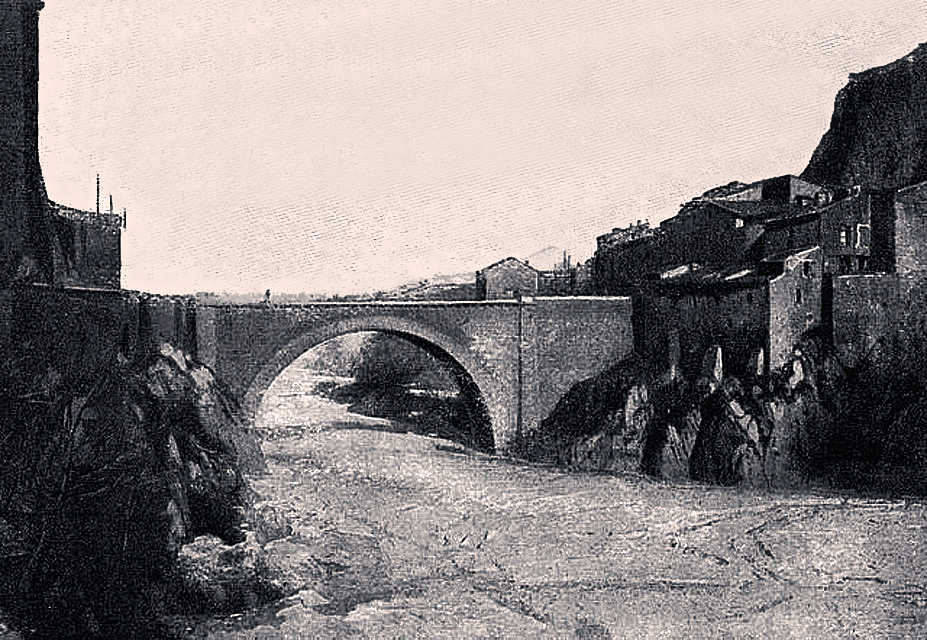
Durance înghețată la Sisteron în iarna anului 1907.

Bazinul hidrografic al Durance cuprinde teritorii care variază de la zăpezi veșnice până la coline și platouri cu climat mediteranean. Astfel, râul este supus unui regim nival în cursul său superior (până la lacul Serre-Ponçon), cu perioade de secetă iarna și viituri anuale între lunile mai și iulie. La lacul Serre-Ponçon, pentru un bazin hidrografic de 3.600 km², debitul mediu este de 83,3 m³/s, cu un minim de 18 m³/s și o viitură maximă de 1.700 m³/s (valoare înregistrată în 1957).
Mai în aval, numeroșii săi afluenți de munte mijlociu sau provenind de pe platouri, cu un regim predominant pluvial mediteranean, aduc apă doar iarna, primăvara și ocazional în timpul viiturilor de toamnă, având debite reduse și foarte neregulate vara.

### Viituri
Râul este renumit din cele mai vechi timpuri pentru cursul său instabil, impetuos și schimbător. Astfel, Titus Livius menționează dificultatea traversării sale, iar Silius Italicus⁠(d), poet mai puțin preocupat de exactitate, îi exaltează caracterul torențial. Aceste viituri, violente și frecvente, se datorează unei combinații de factori:
- un bazin montan cu pante abrupte;
- roci sensibile la eroziune, care sporesc volumul torenților și puterea lor distructivă (torenți cu aluviuni);
- un strat vegetal slab protector sau chiar absent, atât din cauze naturale (sărăcia solului), cât și antropice;
- în sfârșit, regimul pluviometric mediteranean, caracterizat prin precipitații rare, dar violente[39].

Rezultatul este un coeficient de scurgere de 63 %, ceea ce este foarte ridicat: grosimea lamei de apă scursă la Cadarache este de 472 mm, pentru o medie de 750 mm de precipitații.
La Mirabeau, debitul de secetă este de 45 m³/s, adică o variație de 1 la 133 ; în timpul secetei din 1921, care a durat până în decembrie, debitul a coborât până la 27 m³/s.

#### Viituri istorice anterioare Revoluției
Viiturile se intensifică în număr și în forță începând cu a doua jumătate a secolului al XIV-lea, pentru ca apoi să se atenueze și să se rărească în secolul al XX-lea. Ca în întreaga zonă alpină mediteraneană, această perioadă de creștere a intensității și frecvenței viiturilor se explică prin combinația dintre răcirea climatică începând cu secolul al XIV-lea și până în secolul al XIX-lea (mica glaciațiune), care a provocat ploi și ninsori mai abundente și mai frecvente, și defrișările masive ale versanților montani din bazinul Durance, începând cu secolul al XVI-lea. Această amplificare a viiturilor și a pagubelor lor a avut drept consecință, printre altele, avansarea Camarguei în această perioadă și colmatarea portului Aigues-Mortes.
Durance a distrus orașul Rama (situat între Briançon și Embrun, la confluența cu Biaysse) în secolul al XII-lea. Aceasta este cea mai veche viitură despre care există o mărturie scrisă, următoarea fiind cea din 17 septembrie 1226, concomitentă cu o viitură a Rhône.
Cea din toamna anului 1345 a fost provocată de ploi abundente care au distrus recoltele și au cauzat foamete. Viitura din 8–12 septembrie 1651 este de asemenea remarcabilă prin pagubele produse în vale, însă nu dispunem de nicio estimare de debit pentru aceste viituri anterioare anului 1800. Doar importanța distrugerilor provocate de Durance le-a păstrat în memoria colectivă.
Viitura din 1907 este evocată de Jean Giono în romanul său La Provence perdue.

#### Viituri din secolul al XIX-lea
Deși nu există serii complete de măsurători ale precipitațiilor și viiturilor înainte de secolul al XIX-lea, este cert că numărul viiturilor torențiale crește semnificativ în bazinul Durance în acest secol. Aceste viituri au loc în principal între lunile iunie și august și sunt, prin urmare, legate de ploi torențiale de tip orajos.
Între 1832 și 1890, Durance a cunoscut 188 de viituri de peste 3 metri (măsurate la podul din Mirabeau). Cele mai importante viituri sunt cele din 1843, 1856 (care a inundat Avignon) și 1886. Viiturile milenare (trei în secolul al XIX-lea: 1843, 1856, 1886) au atins debite între 5.000 și 6.000 m³/s, în funcție de surse; spre comparație, viitura Senei din 1910 a ajuns la circa 2.400 m³/s în punctul său maxim.

##### Viitura din toamna anului 1843
Aceasta a atins debitele următoare:
- 1.675 m³/s la lacul Serre-Ponçon;
- Buëch a adus 1.200 m³/s, ceea ce a ridicat debitul Durance la 3.000 m³/s la Sisteron;
- Bléone a avut un debit de 960 m³/s la Digne și de 1.150 m³/s la confluență;
- Asse a adus încă 900 m³/s (cu 700 m³/s la Mézel);
- Verdon a avut un debit maxim de 1.400 m³/s la Sainte-Croix;
- întărită de acești afluenți, Durance a atins 4.000 m³/s la Les Mées, 4.800 m³/s la Manosque și 5.500 m³/s la Mirabeau.

Această viitură a provocat pagube de 5,1 milioane de franci, distrugând mai multe poduri suspendate construite recent (cel de la Remollon, datând din 1829, cel de la Les Mées, din 1838, cel de la Manosque, neterminat, și cel de la Mirabeau, construit în 1835).

##### Viituri ulterioare
În 1860 au avut loc două viituri: nivelul a atins 4,89 m pe 26 noiembrie și 4,30 m pe 8 decembrie. În 1863 s-au produs patru viituri, atingând 5 m la 7 ianuarie, 3,30 m la 24 mai, 4,15 m la 26 septembrie și 4,86 m la 12 și 16 octombrie. Viitura din 1872 a distrus din nou podul de la Mallemort (construit în 1847).
Viitura din 1882 a rezultat din ploi abundente de toamnă. Între 27 și 28 octombrie au căzut 81 mm de precipitații la Apt, 90 mm la Taillades, 113 mm la Ribiers și 165 mm la Noyers. Debitul a depășit 5.000 m³/s la Mirabeau, nivelul apei crescând de la 3 m la 6,60 m în mai puțin de opt ore, scăzând apoi aproape la fel de rapid.
Fenomenul s-a repetat în 1886: în departamentul Basses-Alpes au căzut 541 mm de precipitații într-o lună (cu ploi de la 60 la 130 mm într-o singură zi), ceea ce a provocat două viituri majore, pe 20–21 octombrie și pe 25–26 octombrie. Ubaye a avut o viitură de două ori mai puternică decât cea din 1882 ; Buëch a înregistrat un debit mai mare decât în 1882, cu 1.400 m³/s ; Durance a depășit 6 m la Sisteron și a atins 5,75 m la Mirabeau. La începutul lunii noiembrie au avut loc noi precipitații puternice (150 mm la Noyers), viitura afectând linia de cale ferată PLM și întrerupând rampele de acces către podurile rutiere. În total, viiturile din 1886 au inundat câmpia, de la Mirabeau până la Rhône, timp de peste o lună.
Chiar și viituri mai puțin importante puteau fi devastatoare: cea din 31 mai – 1 iunie 1877 a distrus podul de la Tallard.

#### Viituri din secolul al XX-lea
Amenajările hidroenergetice au modificat sensibil regimul viiturilor obișnuite și al celor medii.
În schimb, studiile arată că acestea nu au influență asupra viiturilor majore:
- pe de o parte, pentru că cele mai violente viituri din valea inferioară se formează pe cursul mijlociu al Durance (axa Buëch – Bléone – Verdon), așa cum au demonstrat marile viituri din secolul al XIX-lea, deci în aval de marile lacuri de acumulare (în special Serre-Ponçon);
- pe de altă parte, pentru că aceste mari rezervoare nu sunt administrate pentru atenuarea viiturilor de amploare, iar volumul lor poate fi insuficient (exemplu: viitura din noiembrie 1994 pe Verdon, puțin influențată de barajul de la Sainte-Croix).

Viituri importante au fost observate în 1957 și în 1994 (2.800 m³/s la Mirabeau, atât în ianuarie, cât și în noiembrie 1994).

## Morfologia și dinamica fluvială

### Formarea insulelor în albia Durance
Trei tipuri de insule se formează în albia Durance:
- Bancuri de pietriș, aduse de viituri, în general fără vegetație sau cu vegetație redusă;
- Iscle sau isclonuri, bancuri de limon fertil pe care pot crește plante cu ritm rapid de dezvoltare (sălcii), fiind distruse doar de viituri puternice;
- Bourras, grămezi de trunchiuri și lemn plutitor[55].

Isclele pot avea câțiva kilometri lungime și până la 400–500 m lățime. Conform lui Jean-Marie Gibelin, bazându-se pe studiul planurilor și cadastrului albiei, ciclul lor de viață poate fi reconstituit astfel:
- O viitură importantă depune un banc de pietriș care iese la suprafață din cursul mediu;
- Pe acest banc cresc ierburi și stuf. Viitura următoare este încetinită aici și depune loam, ceea ce permite dezvoltarea unor plante indicate ca erici pe cadastre;
- Treptat, pot crește copaci;
- Acești copaci, odată mari, sunt doborâți, ceea ce, chiar în cantitate mică, permite curentului viiturii să distrugă aceste insule, mai întâi prin fragmentare. Distrugerile sunt mai mari în timpul descreșterii apei, când malurile sunt erodate, iar distrugerea se amplifică la fiecare viitură.

## Ecologia Durance

### Interes ecologic
Valea prezintă interes prin faptul că reunește numeroase habitate naturale de importanță comunitară, remodelate periodic de viituri și supuse influențelor mediteraneene și montane.
Ea joacă și un rol important ca coridor biologic, evidențiat în cadrul tramei verzi și albastre franceze și al rețelei ecologice paneuropene, constituind astfel un sit Natura 2000.

### Ecologia cursului de apă
În apele curgătoare se numără astăzi între 150 și 200 de specii de macroinvertebrate, dar cu puține specii vegetale (din cauza regimului de viituri).
Calitatea apei este considerată bună în valea superioară, în ciuda colmatării inevitabile cauzate de numeroasele retenții, care privesc Durance de puterea necesară pentru transportul sedimentelor. Această calitate a fost obținută datorită unor acțiuni de epurare (inclusiv pe afluenții Luye și Calavon). Există totuși câteva puncte critice în valea mediană (în aval de uzina Arkema din Château-Arnoux, după confluența cu Calavon).
Adâncimea medie de 32 cm conduce la variații puternice de temperatură în funcție de sezon (0–28 °C) și de ora zilei (amplitudine de 7,5 °C vara, 10 °C iarna), ceea ce selectează organismele acvatice adaptate acestor schimbări.
Amenajarea văii, precum și spațierea și diminuarea intensității viiturilor, au permis colonizarea spațiului aluvial de către arini și plopi, care constituie local o pădure-galerie. Pârâul, deși mai puțin umed, adăpostește încă 110 specii de păsări pe tot parcursul anului, plus 82 de specii de păsări migratoare care găsesc aici zone de odihnă, hrănire și uneori de reproducere. Diversitatea ornitologică a crescut după amenajări, dar este probabil ca odinioară să fi existat o diversitate mai mare, precum și populații mai numeroase pentru anumite specii.
În Durance sau în împrejurimi se găsesc aproximativ 75 de specii de mamifere, printre care castorul european, șoarecele de câmp amfibiu, chițcanul de apă, precum și numeroase specii de lilieci: barbastel (Barbastella barbastellus), marele murin (Myotis myotis), marele rinolof (Rhinolophus ferrumequinum), minioptere: de Schreibers (Miniopterus schreibersii), mic murin (Myotis blythii), mic rinolof (Rhinolophus hipposideros), vespertilion cu urechi tăiate (Myotis emarginatus), vespertilion de Capaccini (Myotis capaccinii). Se întâlnesc și specii introduse care au devenit invazive (inclusiv nutria) și șobolanul muscat, apărut mai recent. Vidra ar fi putut dispărea recent sau ar fi foarte relicvară.
Populațiile de alge și plante acvatice (100 de specii în Durance medie și joasă) și de nevertebrate acvatice (77 de specii) sunt mai puțin diverse decât înainte de amenajări (comparativ cu cele din Asse și Buëch). Ludwigia⁠(d), specii de plante invazive, apar treptat (din 1986) în apele stagnante (balastiere, bălți, brațe moarte).
Înainte de amenajările râului, se găseau mai multe specii migratoare amfihaline (care trăiesc alternativ în mare și apă dulce), precum anghila, alosa și lamprița marină, specii acum blocate în partea joasă a Durance de praguri și baraje. Mai există câteva specii patrimoniale: pe lângă cleanul dungat și toxostom, se mai întâlnesc apronul (pește foarte amenințat cu dispariția) și loche de râu (Cobitis taenia), încă foarte semnificativ prezentă. Totuși, înnămolirea și lipsa oxigenului compromit reproducerea păstrăvilor. Cicarul era semnalat recent, dar ar fi putut dispărea.

### Specii prezente în vale
Pe lângă fauna și flora specifice râului, se pot menționa:
- în valea superioară a Durance, prezența frecventă a unei specii de fluture de noapte, Graellsia isabellae Graells, specie protejată[64];
- prezența lavandei și a sărmalinului (Satureja) începând de la Mont-Dauphin[64].

### Poluare
Primele poluări importante ale Durance datează din perioada instalării uzinei de fabricare a armelor chimice și a aluminiului la Saint-Auban, în timpul Primului Război Mondial. În anii 1920 și 1930, toate reziduurile de producție erau deversate în râu, bauxita colorând în roșu apele Durance.
Măsurătorile efectuate în anii 1970 arată că poluarea Durance rămânea în mare parte de origine industrială în aval de Saint-Auban, cu excepția traversărilor prin aglomerări. Deversările uzinei Péchiney din Saint-Auban poluau atunci râul pe mai mult de douăzeci de kilometri, în ciuda epurării care privea la acea vreme mai puțin de jumătate din apele poluate. Ulterior, poluarea reapărea începând de la Manosque, fiind compusă în principal din produse chimice agricole și ape provenite din spălarea rezervoarelor de păcură.
La mijlocul anilor 1970, situația nu se îmbunătățise în ansamblu: poluarea apei afecta grav reproducerea peștilor în aval de confluența cu Luye (care aducea hidrocarburi și poluarea provenită din Gap), în aval de Sisteron și pe întreg cursul median al Durance, între confluența cu Bléone și confluența cu Verdon. Supraviețuirea peștilor era amenințată în aval de confluența cu Bléone din cauza deversărilor chimice și toxice ale uzinei de la Saint-Auban. Dacă râul rămânea poluat în aval de Cadarache, situația părea globalmente controlată până la confluența cu Rhône. Obiectivele de epurare vizau atingerea calității 1A (toate utilizările posibile) în amonte de Sisteron și 1B de la Sisteron până la Avignon.

## Istorie
Durance a jucat un rol foarte important în istoria Provence și a contribuit în mare măsură la creșterea economică și demografică a regiunii marsilieze, după ce timp de secole a constituit un obstacol pentru circulație.

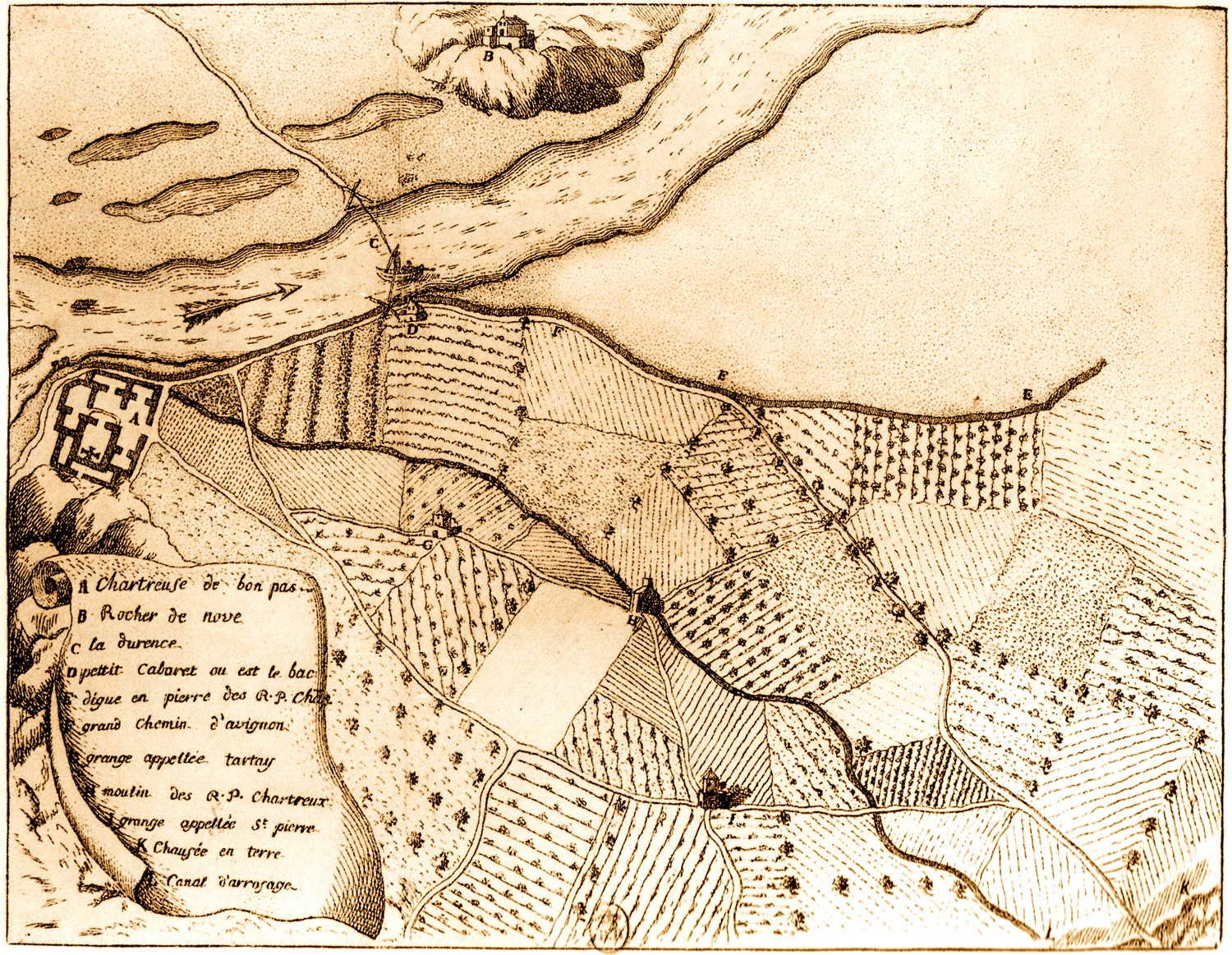
Bacul cu cablu între Noves și Chartreuse de Bonpas.

Săpăturile de salvare efectuate pe șantierul autostrăzii A51 au permis descoperirea unor situri preistorice și antice.
Din Antichitate până în secolul al XIX-lea, Durance era renumită pentru traversarea ei dificilă, viiturile brutale și debitul inconstant. Lățimea albiei, forța și adâncimea redusă a curentului, precum și schimbările de curs după viituri, făceau ca trecerea prin vad sau bac, precum și navigația fluvială, să fie foarte dificile (în ciuda unui nivel de apă relativ ridicat în perioadele de ape mari). Uneori erau necesare mai multe bărci pentru traversarea diferitelor brațe sau canale, iar cablul de susținere („traille”) trebuia reconstruit frecvent. Malurile instabile și uneori abrupte îngreunau instalarea bacului și accesul la acesta. Vadurile erau greu de amenajat, fiind adesea distruse; singurele durabile erau cele de la Mirabeau și Pertuis, dar erau inutilizabile în perioadele de viituri.

### Antichitate

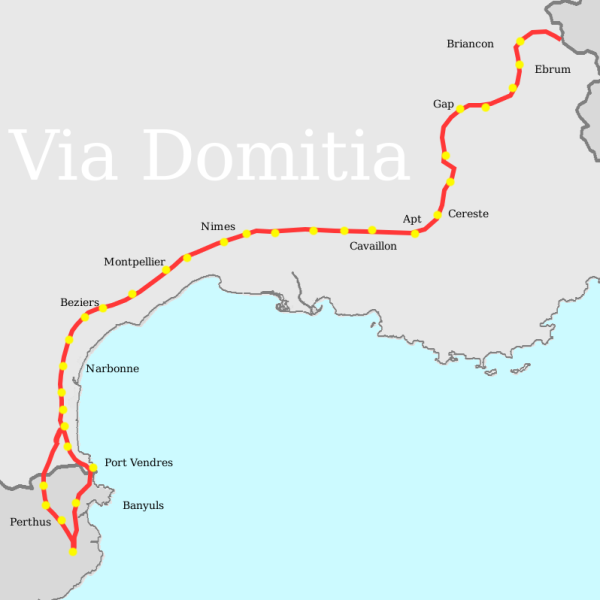
Via Domitia traversa Durance la Cavaillon.

În epoca preromană, Durance forma frontiera între diferite populații celtice stabilite de-a lungul albiei sale, precum Cavarii (Cavaillon) și Salluvii⁠(d).
Valea Durance reprezenta o cale de pătrundere dinspre Alpi, folosită de Via Domitia; o statuie a lui Ianus este de altfel ridicată la Montgenèvre, punct de trecere între Galia Cisalpină și Gallia Narbonensis. Strabon (secolul I) menționează existența unui bac la Cavaillon; marea cale romană dintre Spania și Italia traversa Durance doar la Cavaillon și la Sisteron. Trebuiau să existe mai multe bărci la Cavaillon, având în vedere importanța punctului de trecere (a fost descoperit, de altfel, un chei de îmbarcare săpat în stâncă). La Sisteron exista un pod. Se presupune că și alte bărci trebuiau să asigure trecerea, fapt atestat începând din secolul al XI-lea, în special la Pertuis, oraș al cărui nume păstrează amintirea acestei funcții.
Dificil de traversat (cu excepția zonei Sisteron, unde cursul său se strânge între două maluri stâncoase), Durance era totuși navigabilă. Basoreliefurile de la Cabrières-d'Aigues o demonstrează: cursul de apă era utilizat pentru transportul diverselor produse lichide (vin, ulei de măsline), gallo-romanii folosind haleuri (în latină helciarii) și vântul pentru a urca împotriva curentului. Mai multe corporații specializate asigurau acest transport: nautes aveau monopolul pe transportul pe marile râuri și utilizau bărci, iar utriculaires (în latină utricularii), care operau pe râurile mici și în mlaștini, foloseau plute plutind pe burdufuri umflate. Două corporații de utriculaires existau la Sisteron și la Riez.
Acest comerț alimenta activitatea unui port important, situat lângă nodul rutier din Sisteron, la locul numit le Bourguet, la L'Escale: portul exista înainte de cucerirea romană, dar a fost amenajat în Secolul I î.Hr., a cunoscut prosperitatea până la criza secolului al III-lea, după care și-a reluat activitatea economică până la începutul secolului al V-lea.

### Evul Mediu și epoca modernă

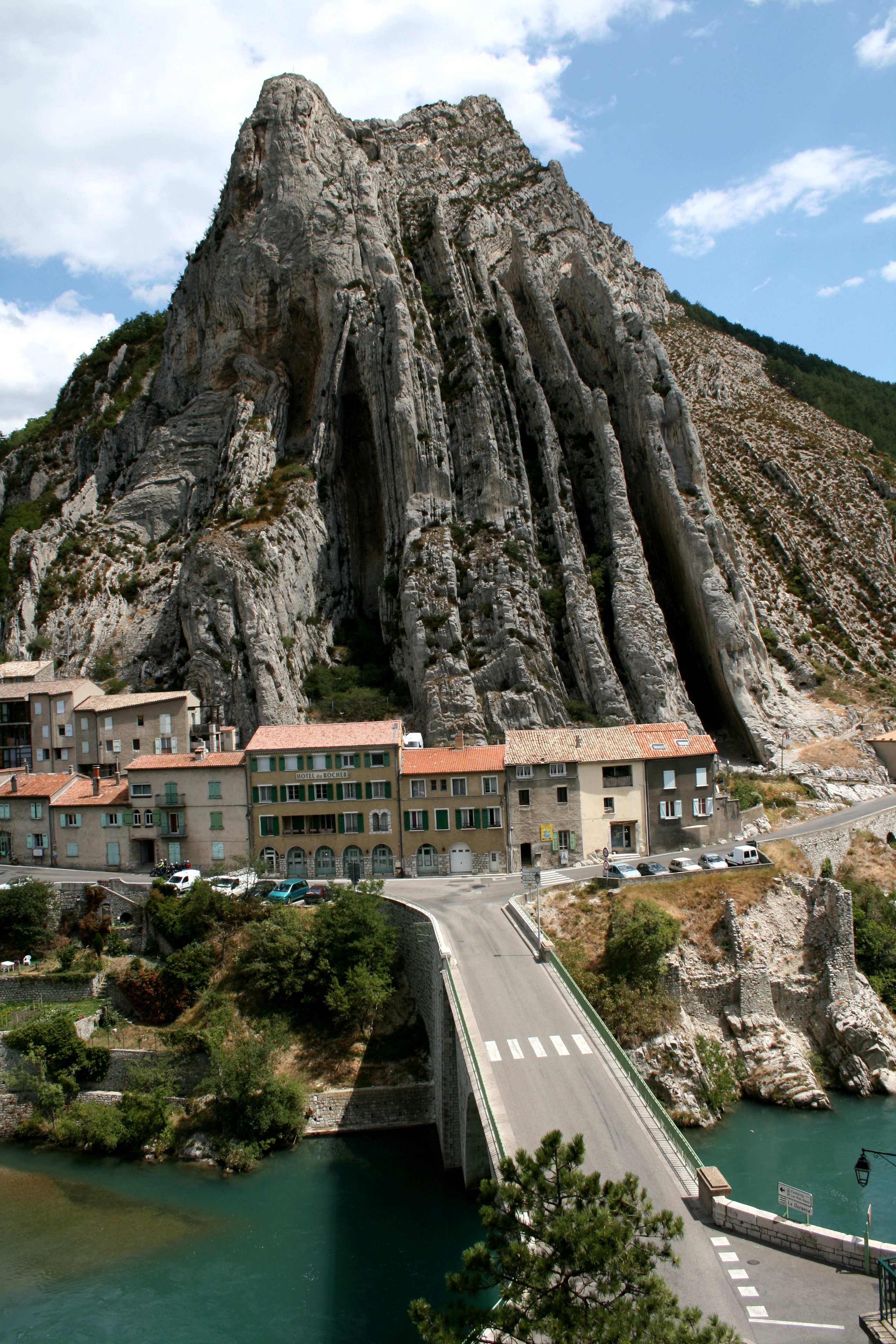
Podul peste Durance între Sisteron și La Baume.

La sfârșitul Antichității, Durance, greu de traversat, servește la delimitarea frontierelor. În anul 470, ea marchează limita înaintării burgunzilor spre sud. Când Romulus Augustulus este detronat în 476, teritoriul de la sud și est de Durance revine vizigoților. Burgunzii, deja instalați la nord și vest de cursul apei, ocupă sudul Provencei la moartea vizigotului Euric⁠(d), în 483. În 526, Amalasuntha, regina ostrogoților, cedează regelui burgund Godomar al III-lea porțiunea de pământ cuprinsă între Isère și Durance, care devine noua frontieră între cele două regate.
În Evul Mediu central, comitatul Forcalquier se întindea pe toată lungimea văii Durance, de la Cavaillon până la La Roche-de-Rame, lângă Embrun. Tocmai datorită unui document privind pagubele comitelui Guillaume al III-lea de Forcalquier, prin care acesta își revendică drepturile asupra Pertuis în 1119, se știe că Durance era navigată în Evul Mediu. Din secolul al XII-lea până în secolul al XIX-lea, râul a servit la plutăritul lemnului, tăiat în Alpi (în special de călugării de la Boscodon, care beneficiau din 1191 de un privilegiu gratuit) și utilizat în orașele de câmpie și în șantierele navale.
Alte mărfuri erau transportate pe Durance, în principal sarea, al cărei preț creștea la trecerea prin cele zece puncte de vamă instalate pe cei 300 km ai cursului de apă la Savines, La Bréole, Monêtier-Allemont, Le Poët, Sisteron, Les Mées, La Brillanne, Saint-Paul, Mallemort și Orgon. J. Billioud estimează că în 1587 prețul lemnului se multiplica de cincisprezece ori între locul de tăiere, la Boscodon, și Marsilia.
Podul din Sisteron, ridicat în Evul Mediu, a rămas până la mijlocul secolului al XIX-lea singurul punct fix de trecere de pe o parte pe cealaltă a Durance.
După anul 1000, numărul bacurilor (existente și anterior) crește: este vorba de bacuri cu cablu, dotate cu un catarg sprijinit de un cablu întins între cele două maluri ale cursului principal. Cel mai vechi cunoscut este cel dintre La Roque-d'Anthéron și Cadenet (la Gontard), atestat în 1037. În secolul al XI-lea exista încă bacul de la Pertuis.
Ulterior, mărturiile privind existența bacurilor se înmulțesc, în special la Rognonas, La Brillanne (secolul al XIII-lea), Noves, Orgon, Le Puy-Sainte-Réparade, Meyrargues, Pertuis, Peyrolles, Cante-Perdrix la Mirabeau, Manosque, Giropey, Château-Arnoux, Le Bourguet, Volonne, Bonpas. Cele mai importante erau cele de la Cadenet și de la Mirabeau, folosite de turmele de oi aflate în transhumanță. Alte bacuri au fost instalate pentru alimentarea morilor construite la sfârșitul secolului al XVIII-lea la Le Poët, Upaix și Claret.
Cu toate acestea, rețeaua de bacuri era mai redusă decât cea a Rhône (un bac la fiecare 9–11 km în medie, față de unul la fiecare 5,2 km pe Rhône). Începând cu secolul al XII-lea, s-au construit și poduri de lemn, cu durată de viață mai lungă sau mai scurtă:
- la Maupas (actualul Bonpas, la Caumont), de la sfârșitul secolului al XII-lea până la distrugerea lui de către contele de Toulouse, în 1241 ;
- la Mirabeau, la începutul secolului al XIII-lea, lângă Sainte-Madeleine-du-Pont ;
- la Savines, cel mai frecventat dintre podurile din Haute-Durance (secolul al XV-lea).

Podul antic din Sisteron a fost reconstruit în 1365. Vauban confirmă dificultatea stabilirii unui pod, refuzând să construiască unul la Cadenet.
O rețea importantă de canale de irigație se dezvoltă, dintre care unele deviază o mică parte din debit spre Arles (canalul Craponne) și spre Crau.
Cursul Durance dintre Savines și Sisteron constituia limita dintre Provence (malul stâng) și Dauphiné (malul drept).

### Secolul al XIX-lea
În acest secol au loc cele mai violente viituri: 1843, 1856, 1882, 1886 (cf. supra), și este epoca în care știința și tehnica modernă sunt utilizate pentru o mai bună cunoaștere a râului și pentru facilitarea traversării acestuia.
Măsurători sunt efectuate în 1850, permițând determinarea precisă a lățimii albiei: 1 200 m la Les Mées, 1 600 m la Manosque, 2 000 m la confluența cu Verdon.
În 1856, viitura milenară inundă întreg bazinul Durance, de la Sisteron până la confluența sa la Avignon. Ea distruge terasele aluviale cultivate, rupe digurile, dărâmă canalele. Sindicatele de irigație (care au înlocuit pareriile) și serviciile locale ale Podurilor și Șoselelor solicită o intervenție excepțională a statului. Este creat primul serviciu de observație al unui râu, Serviciul special al Durance, pentru a studia hidrologia râului, urmat de bornajul său kilometric începând cu 1868, de la confluența cu Verdon până la cea cu Rhône. Acest bornaj permite nivelarea și cartografierea terenurilor inundabile.
Construcția, la mijlocul secolului al XIX-lea, a canalului Marsiliei, care captează apa Durance, a permis aglomerației marsilieze să se dezvolte foarte rapid. Numeroase poduri au fost edificate sau reconstruite, în special la Volonne, Manosque, Mirabeau, Pertuis și Cadenet, unele fiind poduri suspendate.

### Secolul al XX-lea: amenajările hidroenergetice
Utilizarea Durance ca drum de transport scade odată cu concurența șoselei și încetează definitiv odată cu apariția căii ferate. În 1896 mai rămâneau doar 10 plutași, iar în 1908 unul singur.
Amenajările hidroenergetice, prin construirea lanțului de baraje pe Durance, Verdon, precum și pe Buëch și Bléone, au avut cele mai importante impacturi economice și cele mai vizibile în peisaj. Cea mai mare parte a debitului a fost deviată în canale, în aval de barajul de la Serre-Ponçon, iar în albia naturală mai circulă doar un debit rezervat de 2–5 m³/s, corespunzător unei pătrizecimi din debitul natural. Albia s-a fixat treptat și vegetația a început să se instaleze acolo unde apa nu mai curge. Datorită rezervoarelor de la Serre-Ponçon și de la Sainte-Croix, care pot reține în total peste 2 miliarde de tone de apă, irigația rămâne posibilă vara, chiar și în cei mai secetoși ani. Lacurile de acumulare au permis dezvoltarea economiei locale prin turism estival.